# Olivier Roumat
Pour les articles homonymes, voir Roumat.

a Compétitions nationales et continentales officielles uniquement.

b Matchs officiels uniquement.
Olivier Roumat, né le 16 juin 1966 à Mont-de-Marsan (Landes), est un joueur international français de rugby à XV, jouant principalement au poste de deuxième ligne.
Il commence sa carrière en 1985 à l'US Dax, où il joue durant dix ans jusqu'à son départ pour l'Afrique du Sud en 1995. Il rejoint alors les Natal Sharks avec qui il remporte la Currie Cup. L'année suivante, il fait son retour en France et à Dax avant de s'engager avec le Stade français en 1997. Il ne joue qu'une saison à Paris durant laquelle il remporte le Championnat de France. Après ce titre, en 1998, il part au Biarritz olympique où il gagne la Coupe de France en 2000 et le Championnat de France en 2002. Il termine sa carrière avec le club basque en 2003.
En parallèle de sa carrière en Club, Olivier Roumat joue avec le XV de France durant sept ans, de 1989 à 1996. Avec les Bleus, il remporte le Tournoi des Cinq Nations en 1993 et termine troisième de la Coupe du monde en 1995.
Son fils Alexandre est aussi joueur professionnel de rugby à XV et international français. Il joue au Biarritz olympique de 2015 à 2017, à l'Union Bordeaux Bègles de 2017 à 2022, puis au Stade toulousain.

## Biographie

### Jeunesse et formation
Olivier Roumat nait le 16 juin 1966 à Mont-de-Marsan dans les Landes de parents enseignants. Il joue au rugby à XV avec le club de la Jeunesse sportive de Villeneuve-de-Marsan durant toute sa jeunesse jusqu'à son départ à Dax en 1985,.
En parallèle du rugby, il étudie pour devenir géomètre-expert et obtient son diplôme en 1994,.

### Débuts à Dax puis en équipe de France (1985-1995)
Olivier Roumat commence sa carrière avec l'US Dax qu'il rejoint en 1985,, intégrant l'équipe première lors de la saison 1986-1987. 
En 1988, les Dacquois sont en finale du Challenge Yves du Manoir. Dans une rencontre face au Stade toulousain, Roumat est titulaire en troisième ligne aile et les Landais sont battus de deux points 15 à 13. 
Après de bonnes performances avec son club, il est sélectionné en équipe de France et obtient sa première cape avec les Bleus le 1er juillet 1989, lors du second match de la tournée estivale, contre la Nouvelle-Zélande. Face aux All Blacks, Olivier Roumat commence la rencontre sur le banc des remplaçants avant d'entrer en cours de partie. Le XV de France est alors battu 34 à 20,. Plus tard dans l'année, il connaît sa deuxième sélection à l'occasion d'un match amical contre les Lions britanniques. Titularisé pour la première fois en équipe nationale, il joue cette rencontre au poste de troisième ligne centre. Toutefois, malgré un score serré, les Français sont battus 27-29. Il s'agit de leur première défaite au Parc des Princes depuis 1982,.
En début d'année 1990, il est appelé avec la France pour participer à son premier Tournoi des Cinq Nations. Les Bleus terminent à la troisième place. Il participe également à cette compétition l'année suivante, en 1991.
Après s'être fait une place dans la sélection française, que ce soit au poste de deuxième ligne ou de troisième ligne, Olivier Roumat est ensuite appelé par Daniel Dubroca pour sa première Coupe du monde, en 1991. Lors du premier match de la compétition face à la Roumanie, Roumat marque un essai dans une victoire 30-3. Il joue ensuite les deux autres matchs de la phase de poule, remportés contre les Fidji, puis le Canada. Avec trois victoires en trois matchs, les Français se qualifient pour les quarts de finale du Mondial, mais sont éliminés à ce stade de la compétition par l'Angleterre, après une défaite 19 à 10.
Quelques mois après cette Coupe du monde, en avril 1992, Olivier Roumat est sélectionné dans un XV mondial qui doit affronter les All Blacks à l’occasion du centenaire de la fédération néo-zélandaise de rugby à XV. Avant cette rencontre, il gagne un premier match durant lequel il est titulaire en deuxième ligne aux côtés du champion du monde, l’Australien John Eales. Lors du deuxième match, il est exclu au bout de seulement neuf minutes de jeu, après un coup de pied sur Sean Fitzpatrick, le capitaine des All Blacks. Il écope alors de quatre semaines de suspension. Ce moment est selon lui « le pire moment de sa carrière » et lui a permis de travailler sur la maîtrise de soi,. Cette suspension lui fait ainsi manquer les phases finales du championnat de France avec l'US Dax, et son sélectionneur Pierre Berbizier, le sanctionne en ne le convoquant pas pour la tournée en Argentine,. Olivier Roumat fait son retour avec l'équipe de France pour la tournée d'automne, qui voit les Français battre les Springboks.
En 1993, il est rappelé avec le XV de France pour le Tournoi des Cinq Nations et devient le capitaine de la sélection,. Avec trois victoires en quatre matchs, la France remporte le tournoi pour la première fois depuis quatre ans,.
Au mois de mars 1995, il est sélectionné en équipe de France par Pierre Berbizier dans un groupe de 26 joueurs pour la Coupe du monde se déroulant en Afrique du Sud. Durant ce Mondial, les Français terminent premier de leur poule, puis sont éliminés en demi-finale de la compétition par les Springboks qui remportent ensuite le trophée. Pour la troisième place, le XV de France affronte l'Angleterre et s'impose 19 à 9, terminant ainsi sur le podium.

### Passage en Afrique du Sud puis retour à Dax et retraite internationale (1995-1997)
Après le Mondial, Olivier Roumat quitte la France pour l'Afrique du Sud et rejoint les Natal Sharks, en compagnie de son compatriote Thierry Lacroix. Ils sont alors accusés de venir ici pour « prendre de l'argent et passer des vacances ». Cependant, les deux français s'intègrent rapidement dans leur nouvelle équipe, entraînée par le zimbabwéen Ian McIntosh. Ils participent à la Currie Cup 1995. Cette année, les Natal Sharks atteignent la finale de la compétition. Pour cette rencontre ils affrontent la Western Province et Olivier Roumat est titularisé en deuxième ligne, aux côtés du récent champion du monde, Mark Andrews. Grâce notamment à six pénalités de Lacroix, les Natal Sharks remportent la finale sur le score de 25 à 17. Les deux français deviennent ainsi les premiers Français à remporter ce trophée. Ils remportent par la même occasion le premier titre de leur carrière, après n'avoir rien gagné en dix ans à Dax,.
À la suite de ce départ en Afrique du Sud, la Fédération française de rugby dirigée par Bernard Lapasset décide de suspendre Olivier Roumat de l'équipe de France pour les mois d'octobre et novembre 1995. Ainsi, ne pouvant pas jouer pour les Bleus, il est, le 1er novembre 1995, invité pour la première fois avec les Barbarians français pour jouer contre la Nouvelle-Zélande à Toulon. Les Baa-Baas s'inclinent 19 à 34.
Olivier Roumat fait ensuite son retour à Dax, en 1996. Puis, il fait son retour en équipe de France lorsqu'il est sélectionné pour le Tournoi des Cinq Nations de la même année. Pour le premier match du tournoi, contre l'Angleterre, il est titularisé en compagnie de trois autres Dacquois : Thierry Lacroix, Richard Dourthe et Fabien Pelous, ce qui est un record. En effet, c'est la première fois qu'autant de joueurs de l'US Dax sont titularisés pour un même match. Seulement trois joueurs du club avaient déjà été alignés en même temps pour un match de la France : Jean-Pierre Lux, Claude Dourthe et Jean-Pierre Bastiat, dans les années 1970. Son retour avec la sélection permet de décaler Pelous au poste de troisième ligne centre afin renforcer ce poste, ce qui avait manqué durant son absence. Avec seulement deux victoires, la France termine à la troisième place de ce tournoi. Pendant cette période, Olivier Roumat est sollicité par des clubs anglais et aussi pour un retour en Afrique du Sud chez les Natal Sharks. Il ne répondra toutefois pas favorablement à ces propositions. Peu après ce tournoi, il est convoqué avec les Bleus pour la tournée d'été en Argentine, où les Français jouent deux rencontres face aux Pumas. Ces matchs face aux Argentins sont ses derniers en équipe de France puisqu'il n'est ensuite plus apparu avec le maillot bleu. Il arrête ainsi sa carrière internationale avec 61 capes pour 5 essais marqués.
Avant le début la saison 1996-1997, Olivier Roumat se blesse au dos. Il manque alors un match avec les Barbarians britanniques, où il aurait dû devenir le premier Français à être nommé capitaine de cette sélection. Il rate également le début de saison avec son club. Il est alors opéré au mois de décembre 1996 d'une excroissance à un disque vertébral. Il fait son retour sur les terrains un mois plus tard, en janvier 1997, lors d'un match avec l'équipe espoirs dacquoise.

### Transfert au Stade français puis fin de carrière à Biarritz (1997-2003)
Douze ans après l'avoir rejoint, Olivier Roumat quitte l'US Dax pour le Stade français qu'il rejoint pour la saison 1997-1998. Dans un premier temps, le 15 octobre 1997, il est invité avec les Barbarians français pour jouer contre le Lansdowne RFC à Dublin. Les Baa-Baas s'imposent 31 à 24. Puis, le 11 novembre 1997, il rejoue avec les Baa-Baas contre l'Afrique du Sud à Biarritz, qui s'imposent 40 à 22,. Dans un second temps, durant la suite de la saison, le Stade français se qualifie en phases finales du championnat de France. Après avoir éliminé le CA Bordeaux Bègles en quart de finale, les Parisiens font face au Stade toulousain en demi-finale. Grâce à une nouvelle victoire 39 à 3, le Stade français arrive en finale où il doit battre l'USA Perpignan pour remporter le titre. Olivier Roumat commence la finale sur le banc des remplaçants puis entre à la place de David Auradou,. Pour la première finale disputée au Stade de France, son équipe s'impose 34 à 7 et remporte ainsi son neuvième bouclier de Brennus,. De plus, le club est également finaliste de la Coupe de France. Titulaire en deuxième ligne avec le Néo-zélandais Grant Ross, Olivier Roumat perd cette deuxième finale de la saison, après une défaite 22-15 contre le Stade toulousain.
À l'issue de sa première saison au Stade français, Olivier Roumat s'engage avec le Biarritz olympique, entraîné par Patrice Lagisquet. Il va par la suite aider le club basque à devenir l'un des meilleurs clubs français. En effet, il remporte d'abord la Coupe de France en 2000, en battant le CA Brive 24-13. Pour cette rencontre il est titularisé en deuxième ligne aux côtés de Legi Matiu. Puis, au cours de la saison 2001-2002, Roumat est d'abord,  sélectionné en novembre 2001 avec les Barbarians français pour un match contre les Fidji à Toulon, durant lequel il est capitaine de l'équipe et les Baa-Baas s'inclinent 17 à 15,. Durant la suite de la saison, le Biarritz olympique atteint la finale de la Coupe de la Ligue qu'il perd 23-19 contre le Stade rochelais. Puis les Biarrots jouent les phases finales du championnat. Dans un premier temps, ils éliminent le Stade toulousain en demi-finale. Puis, ils font face au SU Agen en finale. Roumat est titularisé au poste de deuxième ligne avec Jean-Philippe Versailles et le match se termine sur le score de 19 à 19 à la fin du temps règlementaire. Finalement, grâce à un drop de Laurent Mazas en toute fin des prolongations, le BO l'emporte 25-22 et est champion de France pour la première fois depuis 1939,. Olivier Roumat remporte quant à lui le deuxième bouclier de Brennus de sa carrière.
En septembre 2003, il joue avec les Barbarians français à l'occasion d'un match opposant le XV de France, rebaptisé pour l'occasion XV du Président (afin de contourner le règlement qui interdit tout match international à moins d'un mois de la Coupe du monde), et les Barbarians français, composés essentiellement des joueurs tricolores non retenus dans ce XV présidentiel et mis à disposition des Baa-Baas par Bernard Laporte. Ce match se déroule au Parc des sports et de l'amitié à Narbonne et voit le XV du président s'imposer 83 à 12 face aux Baa-Baas.
À la fin de la saison 2002-2003, il décide de prendre sa retraite sportive après 20 ans de carrière.

### Après carrière
Après sa carrière de joueur, Olivier Roumat devient consultant sur Canal+ Sport et Rugby+ en 2003. Il commente des matchs et participe aux émissions Les Spécialistes rugby et Late Rugby Club. Après avoir acheté deux campings à Seignosse et Saint-Jean-de-Luz, il devient promoteur immobilier et est à la tête du restaurant Dégustations du Lac et de l'hôtel le Mercedes à Soorts-Hossegor,,.
En début de saison 2010-2011, il devient manager de l'US Dax, où il remplace Thomas Lièvremont, Christophe Milhères et Laurent Mazas. Il est accompagné par Jean-Philippe Coyola, qui entraîne les trois-quarts, et Olivier Magne, en charge les avants,. Après onze défaites en quatorze rencontres, il démissionne au mois de décembre 2010, laissant son club avant dernier du championnat.

## Statistiques en équipe nationale
Olivier Roumat compte 61 sélections dont 58 titularisations en équipe de France entre 1989 et 1996, pour 5 essais marqués, soit 23 points (2 essais à 4 points et 3 essais à 5 points). Il a été 8 fois capitaine entre juin 1993 et juin 1994. Il a pris part à sept éditions du Tournoi des Cinq Nations, de 1990 à 1996, et à deux éditions de la Coupe du monde en 1991 et 1995.

## Palmarès

### En club et province
- US Dax
  - Finaliste du Challenge Yves du Manoir en 1988

- Natal Sharks
  - Vainqueur de la Currie Cup en 1995

- Stade français
  - Finaliste de la Coupe de France en 1998
  - Vainqueur du Championnat de France en 1998

- Biarritz olympique
  - Vainqueur de la Coupe de France en 2000
  - Finaliste de la Coupe de la Ligue en 2002
  - Vainqueur du Championnat de France en 2002

### En équipe nationale
- France
  - Vainqueur du Tournoi des Cinq Nations en 1993
  - Troisième de la Coupe du monde en 1995

#### Tournoi des Cinq Nations
| Édition           | Rang | Résultats France | Résultats Roumat | Matchs Roumat |
| ----------------- | ---- | ---------------- | ---------------- | ------------- |
| Cinq Nations 1990 | 3    | 2 v, 0 n, 2 d    | 2 v, 0 n, 2 d    | 4/4           |
| Cinq Nations 1991 | 2    | 3 v, 0 n, 1 d    | 3 v, 0 n, 1 d    | 4/4           |
| Cinq Nations 1992 | 2    | 2 v, 0 n, 2 d    | 2 v, 0 n, 2 d    | 4/4           |
| Cinq Nations 1993 | 1    | 3 v, 0 n, 1 d    | 3 v, 0 n, 1 d    | 4/4           |
| Cinq Nations 1994 | 3    | 2 v, 0 n, 2 d    | 1 v, 0 n, 2 d    | 3/4           |
| Cinq Nations 1995 | 3    | 2 v, 0 n, 2 d    | 1 v, 0 n, 2 d    | 3/4           |
| Cinq Nations 1996 | 3    | 2 v, 0 n, 2 d    | 2 v, 0 n, 2 d    | 4/4           |

Légende : v = victoire ; n = match nul ; d = défaite ; la ligne est en gras quand il y a Grand Chelem.

#### Coupe du monde
- 1991 : 4 sélections (Roumanie, Fidji, Canada, Angleterre) 1 essai, 4 points.
- 1995 : 5 sélections (Côte d'Ivoire, Écosse, Irlande, Afrique du Sud, Angleterre) 1 essai, 5 points.

| Édition             | Rang               | Résultats France | Résultats Roumat | Matchs Roumat |
| ------------------- | ------------------ | ---------------- | ---------------- | ------------- |
| Royaume-Uni 1991    | Quart-de-finaliste | 3 v, 0 n, 1 d    | 3 v, 0 n, 1 d    | 4/4           |
| Afrique du Sud 1995 | Troisième          | 5 v, 0 n, 1 d    | 4 v, 0 n, 1 d    | 5/6           |

Légende : v = victoire ; n = match nul ; d = défaite.